# Alojzy Norek
Alojzy Norek (ur. 12 stycznia 1941 w Jejkowicach, zm. 10 sierpnia 2015 w Czyżowicach) – polski żużlowiec.

## Życiorys
Wychowanek klubu Górnik Rybnik. Zgłosił się do tego klubu w 1959r. i wraz z osiemdziesięcioma czterema innymi kandydatami został poddany selekcji przez Józefa Wieczorka oraz Stanisława Tkocza. Skutkiem tego było przyjęcie do sekcji żużlowej wraz z trzema innymi kandydatami. Kontuzja spowodowała, że licencję żużlową zdał dopiero w 1960 Jego debiut w meczu z cyklu Drużynowych Mistrzostw Polski nastąpił 06.05.1962 roku kiedy to Stal Gorzów zmierzyła się z Górnikiem Rybnik w Gorzowie w czwartej kolejce rozgrywek I Ligi. Alojzy Norek zdobył w tym spotkaniu 3 punkty. W zespole Górnika (ROW) Rybnik jeździł w latach 1962-1969. Wywalczył z nim 8 medali DMP, 7 złotych (1962-1968) i jeden brązowy w 1969 roku.
W 1970 roku przeniósł się do Unii Leszno i spędził w tym zespole kolejne pięć sezonów (1970-1974). Karierę zakończył w 1974 roku. Powrócił do Rybnika i pełnił czynne funkcje na stadionie podczas licznych imprez żużlowych. Był kierownikiem startu oraz sędzią wirażowym.
Trzykrotny finalista Pucharu ROW oraz Memoriału Alfreda Smoczyka, najwyżej sklasyfikowany był na siódmej pozycji w obu tych turniejach.

## Osiągnięcia

### Drużynowe Mistrzostwa Polski- Sezon zasadniczy
| Sezon | Klub          | Miejsce | Liga    | Średnia/bg | Średnia/mc | Pkt     | Bonusy | Razem   | Komplety    | Biegi | Mecze |
| ----- | ------------- | ------- | ------- | ---------- | ---------- | ------- | ------ | ------- | ----------- | ----- | ----- |
| 1962  | Górnik Rybnik |         | I Liga  | b.d.       | b.d.       | b.d.    | b.d.   | b.d.    | b.d.        | b.d.  | b.d.  |
| 1963  | Górnik Rybnik |         | I Liga  | 1,229 (37) | 2,917 (41) | 35 (40) | 8      | 43 (39) | 0           | 35    | 12    |
| 1964  | Górnik Rybnik |         | I Liga  | 1,442 (34) | 3,917 (38) | 47 (36) | 15     | 62(36)  | 1 - (1 pł.) | 43    | 12    |
| 1965  | ROW Rybnik    |         | I Liga  | 1,500 (30) | 4,000 (40) | 52 (38) | 17     | 69 (31) | 1 - (1 pł.) | 46    | 13    |
| 1966  | ROW Rybnik    |         | I Liga  | 1,122 (45) | 3,385 (40) | 44 (40) | 11     | 55 (41) | 0           | 49    | 13    |
| 1967  | ROW Rybnik    |         | I Liga  | b.d.       | b.d.       | b.d.    | b.d.   | b.d.    | b.d.        | b.d.  | b.d.  |
| 1968  | ROW Rybnik    |         | I Liga  | b.d.       | b.d.       | b.d.    | b.d.   | b.d.    | b.d.        | b.d.  | b.d.  |
| 1969  | ROW Rybnik    |         | I Liga  | b.d.       | b.d.       | b.d.    | b.d.   | b.d.    | b.d.        | b.d.  | b.d.  |
| 1970  | Unia Leszno   | 8       | I Liga  | b.d.       | b.d.       | b.d.    | b.d.   | b.d.    | b.d.        | b.d.  | b.d.  |
| 1971  | Unia Leszno   | 3       | II Liga | b.d.       | b.d.       | b.d.    | b.d.   | b.d.    | b.d.        | b.d.  | b.d.  |
| 1972  | Unia Leszno   | 1       | II Liga | b.d.       | b.d.       | b.d.    | b.d.   | b.d.    | b.d.        | b.d.  | b.d.  |
| 1973  | Unia Leszno   | 5       | I Liga  | b.d.       | b.d.       | b.d.    | b.d.   | b.d.    | b.d.        | b.d.  | b.d.  |
| 1974  | Unia Leszno   | 6       | I Liga  | b.d.       | b.d.       | b.d.    | b.d.   | b.d.    | b.d.        | b.d.  | b.d.  |

W nawiasie miejsce w danej kategorii (śr/m oraz śr/b - przy założeniu, że zawodnik odjechał minimum 50% spotkań w danym sezonie)

### Puchar ROW
- - 1965 - Rybnik - 7. miejsce - 6 pkt → wyniki
  - 1966 - Rybnik - 13. miejsce - 4 pkt → wyniki
  - 1971 - Rybnik - 9. miejsce - 8 pkt → wyniki

### Memoriał Alfreda Smoczyka
- - 1971 - Leszno - 7. miejsce - 9 pkt → wyniki
  - 1972 - Leszno - 16. miejsce - 0 pkt → wyniki
  - 1973 - Leszno - 7. miejsce - 7 pkt → wyniki